# 東儀家
東儀家（とうぎけ）は、奈良時代から今日まで1300年以上の間、雅楽を世襲してきた家の一つである。三方楽所の中では天王寺方に属する。堂上が許されない地下家である。近衛府の下級の官職を代々与えられていた。遠祖は聖徳太子に仕えていた秦河勝と伝える。
宮内省初代楽長の東儀季煕の養子民四郎は四辻公賀の四男で東山天皇の男系六世子孫である。
子に和太郎と宮内庁首席楽長の博がいる、和太郎の子には季一郎がいて孫に季祥、曾孫に季和・季辰がいる。
なお博には宮内庁首席楽長の東儀博昭がいる。

## 東儀家出自の人物
- 東儀秀樹 - 母が東儀九十九（とうぎ つくも）
- 東儀祐二
- 東儀鉄笛（阿倍氏系）
- 東儀俊美
- 東儀兼彦
- 東儀季芳
- 東儀頼玄
- 西村秀子 - 政治家西村眞悟の母
- 東儀耕平
- 東儀哲三郎